# Harpactea major
Harpactea major là một loài nhện trong họ Dysderidae.
Loài này thuộc chi Harpactea. Harpactea major được Eugène Simon miêu tả năm 1910.